# Stiborus viridis
Stiborus viridis är en insektsart som beskrevs av Melichar 1903. Stiborus viridis ingår i släktet Stiborus och familjen Tropiduchidae. Inga underarter finns listade i Catalogue of Life.